# شرکت سرمایه‌گذاری گروه توسعه ملی

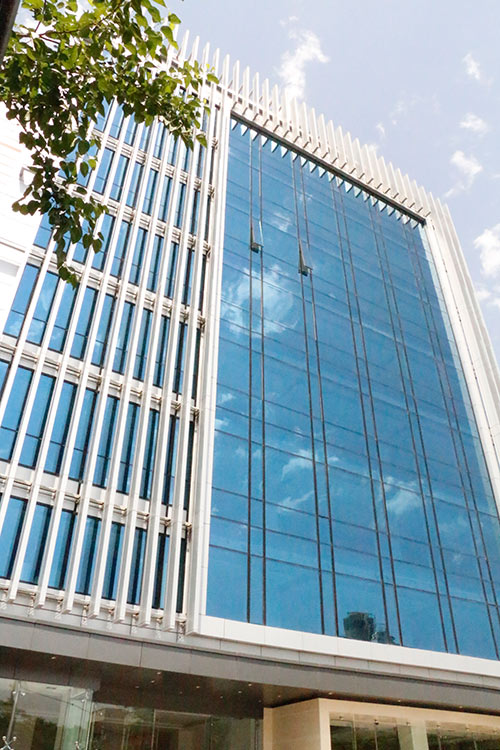
تصویر ساختمان سرمایه‌گذاری گروه توسعه ملی در تهران، خیابان خدامی

شرکت سرمایه‌گذاری گروه توسعه ملی، یک شرکت هلدینگ ایرانی است که در تاریخ ۱۳۷۰/۱۱/۲۰ به صورت شرکت سهامی عام تأسیس و در تاریخ ۲۵ فروردین ماه ۱۳۷۱ در اداره ثبت شرکت‌ها و موسسات  به ثبت رسیده‌است.
شرکت در ابتدا با نام سرمایه‌گذاری بانک ملی ایران شناخته می‌شد ولی در سال ۱۳۸۹ نام شرکت به شرکت سرمایه‌گذاری گروه توسعه ملی تغییر کرد.

## درباره شرکت
سرمایه اولیه شرکت مبلغ یک صد میلیارد ریال بوده که در چندین مرحله افزایش یافته و نهایتاً در سال ۱۳۹۳ به ۶٬۵۰۰ میلیارد ریال رسیده‌است. در سال ۱۳۹۴ به استناد مصوبه مجمع عمومی عادی فوق‌العاده مورخ ۱۳۹۴/۱۰/۱۳ و همچنین مصوبه هیئت مدیره شرکت، مورخ ۱۳۹۴/۰۶/۲۱ سرمایه شرکت به ۱۶٬۲۵۰ میلیارد ریال افزایش یافت.
در سال 99 و به استناد مصوبه هیات مدیره شرکت، مورخ ۱۳۹۹/۰۳/۱۷ و همچنین مجمع عمومی عادی فوق العاده مورخ ۱۳۹۹/۰۷/۰۶ سرمایه شرکت به ۲۷.۲۵۰ میلیارد ریال افزایش یافت.
شرکت سرمایه‌گذاری گروه توسعه ملی در سال‌های اخیر از لحاظ رتبه‌بندی مالی در فهرست ۱۰۰ شرکت برتر کشور از سوی سازمان مدیریت صنعتی قرار گرفته‌است. همچنین در رتبه‌بندی شرکت‌های برتر سال ۱۳۹۳ برای معرفی غول‌های اقتصادی ایران، سرمایه‌گذاری گروه توسعه ملی در فهرست یکی از ۱۰ شرکت پیشرو قرار گرفت. معیار اصلی در انتخاب شرکت‌های پیشرو تغییر رتبه فروش شرکت‌های فهرست صد شرکت برتر ایران طی چهار سال اخیر است. طبق آخرین فهرست ۵۰ شرکت فعال‌تر بورس تهران که برای ۳ ماهه سوم سال ۱۳۹۷ منتشر شده‌است، سرمایه‌گذاری گروه توسعه ملی در فهرست ۱۰ شرکت چهارم قرار دارد.
باحکم ابوالفضل نجارزاده، سرپرست بانک ملی ایران ، در روز چهارشنبه مورخ 12بهمن ماه ۱۴۰۱ حسین مدرس خیابانی بعنوان مدیرعامل شرکت سرمایه گذاری گروه توسعه ملی معرفی شد.

### ساختار شرکت
سرمایه‌گذاری گروه توسعه ملی یک شرکت کنگلومرا (شرکت خوشه‌ای) است که در بورس اوراق بهادار تهران پذیرفته شده و این شرکت خوشه ای خود از چند هلدینگ (شرکت مادر) تشکیل شده که شامل شرکت‌های فرعی و وابسته زیر است:
1. هلدینگ توسعه صنایع بهشهر
2. هلدینگ سرمایه‌گذاری و توسعه صنایع سیمان
3. سرمایه‌گذاری توسعه ملی
4. هلدینگ ایران ترانسفو
5. هلدینگ صنعتی بارز
6. سرمایه‌گذاری شفادارو
7. کشت و صنعت پارس
8. سرمایه گذاری ساختمان ملی

### سهامداران
بانک ملی ایران مالک قریب به 67.5درصد از سهام شرکت است. سهامداران دیگر شرکت عبارتند از:
- صندوق بازنشستگی وظیفه و ازکارافتادگی کارکنان بانک‌ها 10 درصد
- شرکت خدمات مدیریت سرمایه مدار ۲ درصد
- شرکت سرمایه‌گذاری تدبیر ۱ درصد
- شرکت بیمه ایران ۱ درصد
- شرکت بیمه مرکزی جمهوری اسلامی ایران ۱ درصد